# جام یوفا ۰۹–۲۰۰۸
جام یوفا ۰۹–۲۰۰۸، سی و هشتمین فصل از جام یوفا، مسابقات فوتبال باشگاهی سطح دوم اروپا بود که توسط یوفا سازماندهی شد و با قهرمانی شاختار دونتسک به پایان رسید.